# Alessio (cantante)
Alessio, pseudonimo di Gaetano Carluccio (Napoli, 19 ottobre 1983), è un cantautore italiano.

## Biografia
Nato nel quartiere Ponticelli, a pochi chilometri dal centro città. È fratello di Gianluca Carluccio, in arte Gianluca, anche lui cantante.
Ha studiato pianoforte sin da piccolo.
Nel 2002 incide il suo primo lavoro discografico intitolato Questione d'amore prodotto e distribuito dalla Zeus Record.
Nel 2004 pubblica Sms scritto da Rosario Armani, il brano è inserito nel suo secondo lavoro disco Messaggi d'amore targato Zeus Record. Nel brano Quanno t'ha spuse duetta con il cantante Franco Calone.
Il 26 dicembre 2006, Alessio tiene un concerto al Palapartenope di Napoli; il concerto viene poi pubblicato, nel 2007, sia su cd che su DVD Il concerto. Nell'album live sono presenti tre inediti, Dimmelo, 20 dicembre e Sogni ancora ad occhi aperti.
Nel 2006, inoltre, pubblica l'album Emozioni della nostra età, dove la canzone Ma si vene stasera (scritta da Rosario Armani e interpretata da Alessio) fa parte delle colonne sonore del film Gomorra, diretto da Matteo Garrone e tratto dall'omonimo libro di Roberto Saviano.
Nel 2008 Alessio incide il suo nuovo lavoro discografico, Tanta strada, con l'etichetta Edel Italia duettando con Ida Rendano nel brano Un beso bailando e con Stefania Lay nel brano Senza Perdono.
Nel 2010 torna con la Zeus Record incidendo l'album Soluzione sei, con la collaborazione di Vincenzo D'Agostino; nell'album è incluso il singolo Dimmello pure tu.
Nel 2011 viene pubblicato il disco Ancora noi contenente tre brani e sette duetti, tra cui Simme duije pazze nammurate cantato in coppia con Nancy Coppola. L'anno dopo il cantante pubblica l'album 11 volte amore con la collaborazione nei testi dell'artista Gianni Fiorellino e l'arrangiatore Kekko D'Alessio.
Nell'aprile del 2013 partecipa alle riprese della fiction Gomorra - La serie, diretta da Stefano Sollima e prodotta da Sky Cinema, cantando il brano Ancora noi.
Nel 2014 viene pubblicato il suo nono lavoro discografico intitolato Musica Ribelle contenente 12 tracce.
Il 31 marzo 2016 viene pubblicato il suo nuovo disco Diverso contenente 13 tracce.
Il 27 aprile 2018 viene pubblicato il suo nuovo disco Tutto iniziò da me contenente 11 tracce. All'interno, il brano Parla dimme si in featuring con Gué Pequeno.
Il 23 aprile 2021 partecipa come ospite al programma televisivo "Felicissima sera" condotto da Pio e Amedeo su Canale 5 con Gianni Celeste.
Il 7 gennaio 2024 pubblica con CGA Record l'album Le origini con 12 brani inediti. Ne segue un lungo tour tra il 2024 e il 2025 in molti teatri d'Italia.

## Discografia

### Album
- 2002 - Questione d'amore - (Zeus Record - GDS Serie Oro)
- 2004 - Messaggi d'amore - (Zeus Record - GDS Serie Oro)
- 2006 - Emozioni della nostra età - (Zeus Record)
- 2007 - Il concerto - (Zeus Record)
- 2008 - Tanta strada - (Edel Italia e Zeus Record in versione ristampa nel 2020)
- 2010 - Soluzione sei - (Zeus Record)
- 2011 - Ancora noi - (Zeus Record)
- 2012 - 11 volte amore - (Zeus Record)
- 2014 - Musica ribelle - (Zeus Record)
- 2016 - Diverso - (Zeus Record)
- 2018 - Tutto iniziò da me - (Zeus Record)
- 2024 - Le origini - (CGA Record)

### Partecipazioni
- 2008 - Gomorra - La colonna sonora - (partecipa al disco con Ma si vene stasera) - (Radio Fandango)

### Colonne sonore
- 2008 - Gomorra, regia di Matteo Garrone – (Ma si vene stasera)
- 2014 - Gomorra - La serie, regia di Stefano Sollima - (Serie Tv) - (Ancora noi)

### Duetti
Incisi nei suoi album
- 2004 - feat. Franco Calone - Quanno t'ha spuse - (album Messaggi d'amore)
- 2006 - feat. Emiliana Cantone - Dammi un'occasione - (album Emozioni della nostra età)
- 2008 - feat. Ida Rendano - Un beso bailando - (album Tanta strada)
- 2008 - feat. Stefania Lay - Senza perdono - (album Tanta strada)
- 2011 - feat. Gianluca - Cu te vo fa pace - (album Ancora noi)
- 2011 - feat. Anthony - Chella già fa ammore (album Ancora noi)
- 2011 - feat. Nancy Coppola - Simme duie pazze nammurate - (album Ancora noi)
- 2011 - feat. Piero Palumbo - Te 'nnammurato - (album Ancora noi)
- 2012 - feat. Rosina De Vivo - Me manche tu - (album 11 volte amore)

Incisi negli album degli altri
- 2004 - Gianluca feat. Alessio - Damme na mano (album Seguendo i tuoi passi)
- 2005 - Raffaello feat. Alessio - Cè Suoffre ancora (album Qualcosa da dirvi)
- 2006 - Gianluigi feat. Alessio - Si cchiù 'e nu frate (album Il mio sogno)
- 2007 - Gianluca feat. Alessio - Te prego crireme (album Piccoli grandi amori)
- 2007 - Lino Soriano feat. Alessio - Te vo bbene - (album Basta crederci)
- 2011 - Francesco Renzi feat. Alessio - Chella già fa ammore (album Guardami negli occhi)
- 2012 - Daniele Bianco feat. Alessio - Fa parte del gioco - (album Fa Parte del gioco)
- 2012 - Rosario Miraggio feat. Alessio e Raffaello - Int'o vico (album Fortemente)
- 2013 - Pino Giordano feat. Alessio - Te si nammurata - (album Senza limiti)
- 2013 - Ida Rendano feat. Alessio - N'ata nammurata - (album Cu tutto' 'o core)
- 2013 - Carmine Di Tommaso feat. Alessio - Per questo amore

## Filmografia
- 2014 - Gomorra - La serie, regia di Stefano Sollima - (Serie Tv) - (cameo)